# Bo Lamar
Dwight "Bo" Lamar (Columbus, Ohio, 7 de abril de 1951) es un exjugador de baloncesto estadounidense que disputó tres temporadas en la ABA y una más en la NBA. Con 1,85 metros de estatura, jugaba en la posición de base.

## Trayectoria deportiva

### Universidad
Jugó durante cuatro temporadas en los Ragin' Cajuns de la Universidad de Louisiana–Lafayette, en las que promedió 31,2 puntos y 3,6 rebotes por partido. Lideró el ranking de máximos anotadores de la División I de la NCAA en 1972, figurando en la actualidad, con 3.493 puntos, como el cuarto mayor anotador de la historia de la competición. Ese mismo año logró el galardón al Jugador del Año de la Southland Conference, siendo además incluido en el mejor quinteto All-America, apareciendo en el segundo en 1973.

### Profesional
Fue elegido en la cuadragésimo cuarta posición del Draft de la NBA de 1973 por Detroit Pistons, y también por los San Diego Conquistadors en la primera ronda del Draft de la ABA, fichando por estos últimos. En su primera temporada como profesional, lideró al equipo en anotación, con 20,4 puntos por partido, siendo además el jugador de toda la liga que más triples anotó 869) e intentó (247). Al término de la temporada fue elegido en el Mejor quinteto de rookies de la ABA.
Al año siguiente volvió a ser uno de los jugadores más determinantes de su equipo, promediando 20,9 puntos y 5,5 asistencias por partido, cifra esta última que le situó como el sexto mejor pasador de la liga.
La temporada 1975-76 la comenzó con el equipo reconvertido en los San Diego Sails, pero tras 11 jornadas el equipo se disolvió, organizándose un draft de dispersión, siendo elegido por los Indiana Pacers. Allí compartió minutos en el puesto de base con Billy Keller, acabando la temporada con 15,6 puntos y 3,9 asistencias por partido.
Antes del comienzo de la temporada 1976-77 es traspasado a Los Angeles Lakers de la NBA, donde jugaría su última temporada como profesional, como suplente de Lucius Allen, promediando 7,1 puntos y 2,5 asistencias por partido.

## Estadísticas de su carrera en la ABA y la NBA

### Temporada regular
| Temporada | Edad | Equipo                  | Liga  | P   | TIT | MIN  | TC  | TCA  | %TC  | 3P  | 3PA | %3P  | TL  | TLA | %TL  | R.OF. | R.DEF. | REB | ASIS | ROB | TAP | PER | FP  | PTS  |
| 1973-74   | 22   | San Diego Conquistadors | ABA   | 84  |     | 33.6 | 8.2 | 20.5 | .397 | 0.8 | 2.9 | .279 | 3.2 | 4.2 | .777 | 1.3   | 2.2    | 3.5 | 3.4  | 1.5 | 0.2 | 2.2 | 1.8 | 20.4 |
| 1974-75   | 23   | San Diego Conquistadors | ABA   | 77  |     | 37.9 | 8.7 | 20.4 | .425 | 0.3 | 1.4 | .229 | 3.2 | 4.1 | .784 | 1.1   | 2.0    | 3.1 | 5.5  | 1.7 | 0.2 | 3.1 | 1.9 | 20.9 |
| 1975-76   | 24   | TOTAL                   | ABA   | 41  |     | 27.6 | 6.8 | 16.3 | .415 | 0.6 | 2.1 | .279 | 1.9 | 2.6 | .745 | 1.1   | 1.7    | 2.8 | 4.2  | 1.0 | 0.0 | 2.3 | 1.4 | 16.0 |
| 1975-76   | 24   | San Diego Sails         | ABA   | 6   |     | 37.0 | 8.0 | 18.8 | .425 | 0.5 | 1.3 | .375 | 1.8 | 2.3 | .786 | 1.5   | 1.5    | 3.0 | 6.0  | 1.0 | 0.2 | 3.3 | 2.0 | 18.3 |
| 1975-76   | 24   | Indiana Pacers          | ABA   | 35  |     | 25.9 | 6.5 | 15.9 | .413 | 0.6 | 2.2 | .269 | 1.9 | 2.6 | .739 | 1.1   | 1.7    | 2.8 | 3.9  | 1.0 | 0.0 | 2.1 | 1.3 | 15.6 |
| 1976-77   | 25   | Los Angeles Lakers      | NBA   | 71  |     | 16.4 | 3.2 | 7.9  | .406 |     |     |      | 0.6 | 1.0 | .676 | 0.4   | 0.9    | 1.3 | 2.5  | 0.8 | 0.0 |     | 1.0 | 7.1  |
| Total     |      |                         | TOTAL | 273 |     | 29.4 | 6.8 | 16.6 | .411 | 0.6 | 2.2 | .267 | 2.4 | 3.1 | .768 | 1.0   | 1.7    | 2.7 | 3.9  | 1.3 | 0.1 | 2.6 | 1.6 | 16.4 |
|           |      |                         | ABA   | 202 |     | 34.0 | 8.1 | 19.6 | .411 | 0.6 | 2.2 | .267 | 3.0 | 3.8 | .776 | 1.2   | 2.0    | 3.2 | 4.4  | 1.5 | 0.1 | 2.6 | 1.8 | 19.7 |
|           |      |                         | NBA   | 71  |     | 16.4 | 3.2 | 7.9  | .406 |     |     |      | 0.6 | 1.0 | .676 | 0.4   | 0.9    | 1.3 | 2.5  | 0.8 | 0.0 |     | 1.0 | 7.1  |

### Playoffs
| Temporada | Edad | Equipo                  | Liga  | P  | MIN | TCA | TC  | 3PA | 3P | TLA | TL | R.OF. | REB | ASIS | ROB | TAP | PER | FP | PTS | %TC  | %3P  | %FT  | MIN  | PTS  | REB | AST |
| 1973-74   | 22   | San Diego Conquistadors | ABA   | 6  | 241 | 71  | 161 | 7   | 17 | 16  | 19 | 7     | 24  | 21   | 11  | 2   | 22  | 19 | 165 | .441 | .412 | .842 | 40.2 | 27.5 | 4.0 | 3.5 |
| 1976-77   | 25   | Los Angeles Lakers      | NBA   | 10 | 109 | 12  | 41  |     |    | 9   | 10 | 0     | 9   | 14   | 3   | 0   |     | 12 | 33  | .293 |      | .900 | 10.9 | 3.3  | 0.9 | 1.4 |
| Total     |      |                         | TOTAL | 16 | 350 | 83  | 202 | 7   | 17 | 25  | 29 | 7     | 33  | 35   | 14  | 2   | 22  | 31 | 198 | .411 | .412 | .862 | 21.9 | 12.4 | 2.1 | 2.2 |
|           |      |                         | NBA   | 10 | 109 | 12  | 41  |     |    | 9   | 10 | 0     | 9   | 14   | 3   | 0   |     | 12 | 33  | .293 |      | .900 | 10.9 | 3.3  | 0.9 | 1.4 |
|           |      |                         | ABA   | 6  | 241 | 71  | 161 | 7   | 17 | 16  | 19 | 7     | 24  | 21   | 11  | 2   | 22  | 19 | 165 | .441 | .412 | .842 | 40.2 | 27.5 | 4.0 | 3.5 |